# Zapòdids
Els zapòdids (Zapodidae) són una família de rosegadors de la superfamília dels dipodoïdeus. Viuen a Nord-amèrica i Àsia. Tenen un aspecte similar al dels ratolins, però se'n distingeixen per la grandària de les seves potes posteriors i, en general, per la presència de quatre parells de premolars/molars a cada mandíbula. Tenen cinc dits a cada pota, però el primer dit de les potes anteriors és rudimentari. La cua representa el 60% de la seva llargada total i els serveix per mantenir l'equilibri quan salten.
Anteriorment eren classificats com a subfamília dels dipòdids amb el nom de zapodins (Zapodinae).